# مسرعة (ريادة أعمال)

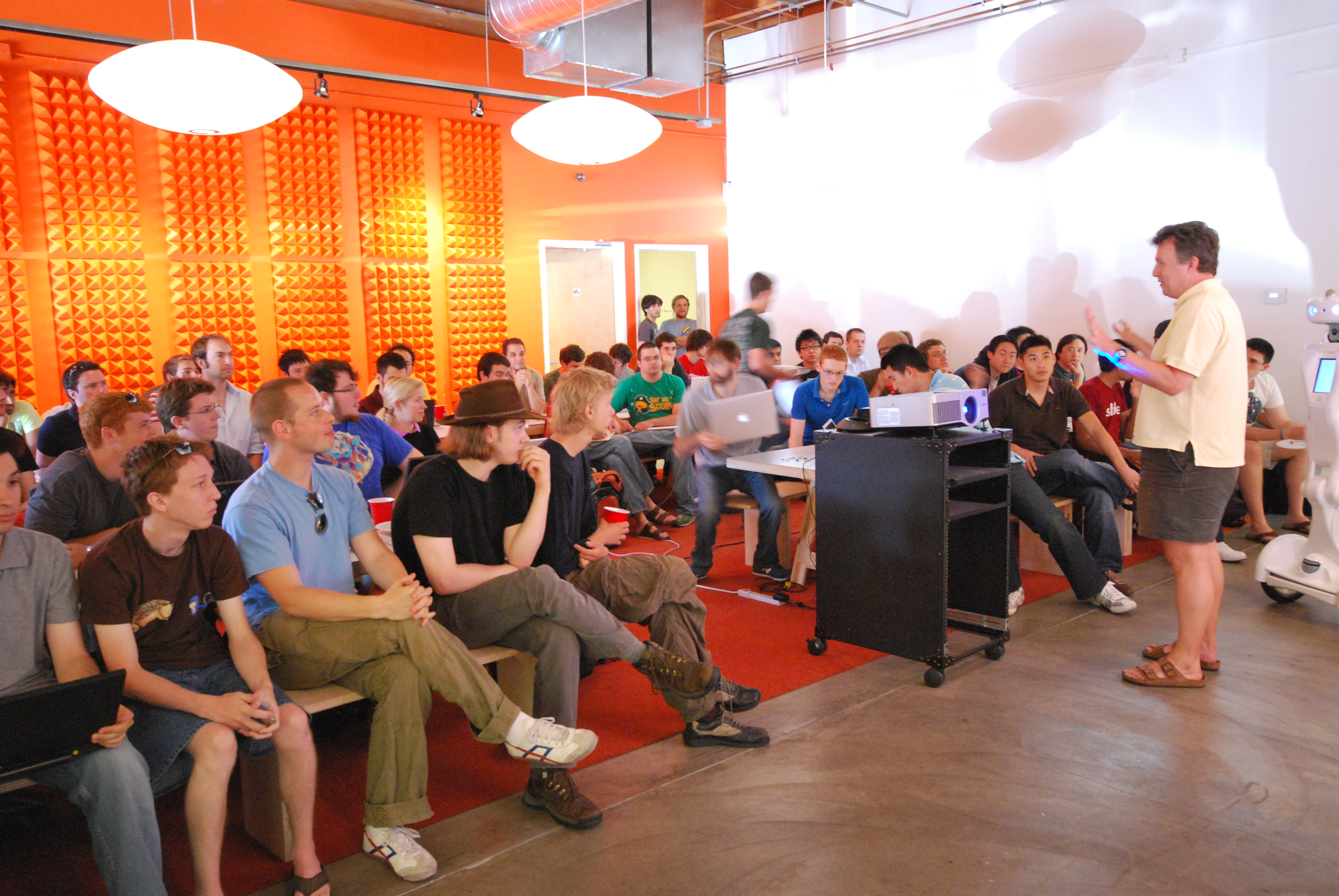

مسرعة الأعمال أو مسرعة أعمال الشركات الناشئة، تعرف أيضًا باسم مسرعات البذور، هي برامج محددة المدة تعتمد على الفوج، وتشمل الإرشاد والمكونات التعليمية وتبلغ ذروتها في حدث عرض تقديمي عام أو يوم عرض. في حين أن حاضنات الأعمال التقليدية غالبًا ما تكون ممولة من الحكومة، ولا تأخذ أي أسهم عمومًا، وتركز على التكنولوجيا الحيوية أو التكنولوجيا المالية (FinTech) أو التكنولوجيا الطبية (MedTech) أو التكنولوجيا النظيفة أو الشركات التي تركز على المنتجات، يمكن أن يتم تمويل المسرعات إما من القطاع الخاص أو العام والتركيز على مجموعة واسعة من الصناعات. على عكس حاضنات الأعمال، فإن عملية التقديم لمسرعات البذور مفتوحة لأي شخص، ولكنها ذات قدرة تنافسية عالية. هناك أنواع محددة من مسرعات البذور، مثل مسرعات الشركاتغالبًا ما تكون الشركات التابعة أو برامج الشركات الكبرى التي تعمل مثل مسرعات البذور.

## صفات مميزة
الاختلافات الرئيسية بين حاضنات ومسرعات الأعمال هي:

1. عملية التقديم مفتوحة لأي شخص، ولكنها تنافسية للغاية. تتمتع كل من Y Combinator و TechStars بمعدلات قبول بين 1٪ و 3٪.
2. عادة ما يتم إجراء استثمار أولي في الشركات الناشئة مقابل حقوق الملكية. عادةً ما يتراوح الاستثمار بين 20000 دولار أمريكي و 50000 دولار أمريكي (أو 10000 جنيه استرليني و 50000 جنيه استرليني في أوروبا)
3. ينصب التركيز على الفرق الصغيرة، وليس على المؤسسين الفرديين. تعتبر المسرعات عمومًا أن شخصًا واحدًا غير كافٍ للتعامل مع جميع الأعمال المرتبطة ببدء التشغيل.
4. يجب أن «تتخرج» الشركات الناشئة بحلول موعد نهائي محدد، عادةً بعد 3 أشهر. خلال هذا الوقت، يتلقون توجيهًا وتدريبًا مكثفًا، ومن المتوقع أن يتكرروا بسرعة. تقريبًا، تنهي جميع المسرّعات برامجها بـ «يوم تجريبي»، حيث تقدم الشركات الناشئة للمستثمرين.
5. يتم قبول الشركات الناشئة ودعمها في مجموعات أو فئات نموذجية (المسرّع ليس موردًا عند الطلب). يعد دعم الأقران وردود الفعل التي توفرها الفصول الدراسية ميزة مهمة. إذا لم يوفر المسرّع مساحة عمل مشتركة، فستجتمع الفرق بشكل دوري.

تُستمد القيمة الأساسية لرائد الأعمال من التوجيه والعلاقات والاعتراف باختياره ليكون جزءًا من المسرع. يعتمد نموذج العمل على توليد عوائد على غرار المشروع، وليس الإيجار، أو رسوم الخدمات
.لا تحتاج مسرعات البذور بالضرورة إلى تضمين مساحة فعلية، لكن الكثير منها يحتاج. يمكن تقسيم العملية التي تمر بها الشركات الناشئة في المسرّع إلى خمس مراحل متميزة: الوعي، والتطبيق، والبرنامج، واليوم التجريبي، ويوم ما بعد العرض.

## التاريخ
كان أول معجل للبذور هو Y Combinator ، الذي بدأ في كامبريدج، ماساتشوستس، في عام 2005، ثم انتقل لاحقًا إلى Silicon Valley بواسطة Paul Graham..تبعتها TechStars (في 2006)مخيم البذور (في 2007)، Startupbootcamp (في 2010)، Tech Wildcatters (في 2011)، العديد من مسرعات SOSV ، و Boomtown Boulder (2014)
في أوروبا، بدأ برنامج مسرع الأول في عام 2009 في الدنمارك (بدعم قوي من الحكومة الدنماركية) تبعه برنامج Startup Wise Guys في عام 2012 في إستونيا.
مع تزايد شعبية برامج تسريع البذور في الولايات المتحدة، شهدت أوروبا زيادة في المسرعات لدعم نظام بيئي للشركات الناشئة. تشمل برامج تسريع البذور الأعلى تصنيفًا في أوروبا مخيم البذور (ومقرها لندن) و Startupbootcamp (مسرع عموم أوروبا مع مواقع البرامج والمساحات المكتبية في كوبنهاغن وأمستردام وبرلين وإسرائيل وأيندهوفن واسطنبول ولندن) و Startup Wise Guys (الأكثر في أوروبا) مسرع بدء التشغيل B2B ذو الخبرة).
نشرت Forbes تحليلاً لمسرعات بدء التشغيل في أبريل 2012. منذ عام 2010 كان هناك نمو كبير في برامج تسريع الشركات، والتي ترعاها مؤسسات قائمة ولكنها تتبع مبادئ مماثلة.
في عام 2011، شارك ماثيو كليفورد وأليس بينتينك، اللذان كانا مستشارين إداريين سابقين في شركة McKinsey & Company ، في تأسيس Entrepreneur First ، وهو مُسرِّع أعمال مقره لندن يوجه خريجي التكنولوجيا الواعدين وأولئك الذين يعملون بالفعل في شركات التكنولوجيا لتصميم شركاتهم الناشئة وإدارتها.يختلف Entrepreneur First عن المسرعات الأخرى مثل Y Combinator و Wayra من حيث أنه يعمل مع الأفراد بدلاً من الشركات..